# Qualification pénale
 (juin 2023).
Si vous disposez d'ouvrages ou d'articles de référence ou si vous connaissez des sites web de qualité traitant du thème abordé ici, merci de compléter l'article en donnant les références utiles à sa vérifiabilité et en les liant à la section « Notes et références ».
En droit pénal, la qualification pénale est l'opération intellectuelle par laquelle un juge va tenter d'établir si des faits particuliers reprochés à une personne entrent dans le domaine d’application d’une incrimination légale, ce qui permet de déterminer le régime juridique de l'infraction.
La qualification est soumise au principe de légalité des délits et des peines, ce qui signifie que :
- seule une infraction prévue par un texte est répréhensible ;
- est irrégulière une poursuite qui applique aux faits une qualification supérieure ou inférieure à celle prévue par le législateur.

Le juge a donc l'obligation de donner aux faits leur qualification légale exacte. Cela signifie également qu'en cas de qualification pénale inexacte, une personne pourrait être relaxée, même si les faits commis sont répréhensibles. Ainsi, une personne poursuivie devant le tribunal pénal pour vol ne peut pas être condamnée si les faits s'avèrent être une extorsion.

## Le mécanisme de la qualification

### Le moment de la qualification
La qualification pénale retenue est celle rendue en dernier ressort. Plusieurs personnes vont être amenées à qualifier les faits avant :
1. la victime lors du dépôt de sa plainte
2. le commissariat qui la recevra
3. le ministère public
4. le tribunal de 1re instance
5. la cour d'appel
6. la cour de cassation ...

## L’interprétation de la loi pénale
L'interprétation de la loi pénale est stricte cela signifie qu'elle se limite soit au texte, selon le principe de légalité criminelle, soit a la méthode téléologique qui consiste a dégager le sens profond de la loi, ce que le texte veut, pour en dégager des évolutions sociétales. Nul ne peut se cacher derrière des mots. La méthode téléologique est une manière de passer outre à la stérilisation des textes par la méthode littérale.

## La pluralité de qualifications

### Cumul de qualifications
Le principe de légalité impose en principe de retenir autant de qualifications pénales que d'infractions légales commises par une personne au cours d'une même période. Par exemple, si une personne vole un véhicule qu'elle conduit sans permis en causant un accident, elle pourra être inculpée pour ces trois faits à la fois.
Le juge par contre, ne doit retenir lorsqu'il s'agit d'un même fait qu'une seule qualification, généralement la plus grave.
Par exemple, si une personne brise la vitrine d'une bijouterie et qu'elle y vole des bijoux le juge pourrait l'inculper pour vol et pour dégradations. En réalité, il devra l'inculper pour vol suivi de dégradations (plus sévèrement puni).
Le cumul de qualifications est exceptionnellement accepté lorsque le fait constitutif de l'infraction contient différents éléments moraux ou si un même fait porte atteinte à des valeurs sociales différentes